# NGC 1518
NGC 1518 é uma galáxia espiral barrada (SBd) localizada na direcção da constelação de Eridanus. Possui uma declinação de -21° 10' 46" e uma ascensão recta de 4 horas, 06 minutos e 49,0 segundos.
A galáxia NGC 1518 foi descoberta em 13 de Novembro de 1835 por John Herschel.